# Кліпперт Сергій Вікторович
Сергій Вікторович Кліпперт (нар. 31 березня 1989) — український плавець, Майстер спорту України міжнародного класу. Дворазовий Паралімпійський чемпіон 2004 року, чемпіон 2016 року, багаторазовий призер літніх Паралімпіських ігор 2004, 2008 та 2012 років.

## Життєпис
Виступав за Донецький обласний центр «Інваспорт». Тренер — Світлана Казначеєва. З 2003 року — член збірної команди України з плавання серед спортсменів з вадами зору.
Тренується у Київському міському центрі «Інваспорт».

## Відзнаки та нагороди
- Орден «За заслуги» II ст. (4 жовтня 2016) — За досягнення високих спортивних результатів на XV літніх Паралімпійських іграх 2016 року в місті Ріо-де-Жанейро (Федеративна Республіка Бразилія), виявлені мужність, самовідданість та волю до перемоги, утвердження міжнародного авторитету України[2]
- Орден «За заслуги» III ст. (17 вересня 2012) — за досягнення високих спортивних результатів на XIV літніх Паралімпійських іграх у Лондоні, виявлені мужність, самовідданість та волю до перемоги, піднесення міжнародного авторитету України[3]
- Орден «За мужність» I ст. (7 жовтня 2008) — За досягнення високих спортивних результатів на XIII літніх Паралімпійських іграх в Пекіні (Китайська Народна Республіка), виявлені мужність, самовідданість та волю до перемоги, піднесення міжнародного авторитету України [4]
- Орден «За мужність» II ст. (19 жовтня 2004) — За досягнення значних спортивних результатів, підготовку чемпіонів та призерів XXII літніх Паралімпійських ігор у Афінах, піднесення міжнародного престижу України[5]